# 薩格勒布縣
萨格勒布縣是克羅地亞的一個縣，位於該國中部。西鄰斯洛文尼亞。面積3,078平方公里，人口317,606（2011年）。首府薩格勒布。
下分九市、二十五鎮。縣議會有45席。